# لودوفيك ليرون
لودوفيك ليرون (بالفرنسية: Ludovic Liron)‏ (30 يناير 1978 في فرنسا - ) هو لاعب كرة قدم فرنسي في مركز الدفاع. شارك مع منتخب فرنسا لكرة القدم. أما مع النوادي، فقد لعب مع ستاد ريمس ونادي أرليه أفينيون ونادي تروا ونادي فالينسيان ونيم أولمبيك.

## وصلات خارجية
- لودوفيك ليرون على موقع قاعدة بيانات كرة القدم.إي يو (الإنجليزية)
- لودوفيك ليرون على موقع ليكيب (الفرنسية)